# Johnston Peak
Johnston Peak är en bergstopp i Antarktis. Den ligger i Östantarktis. Australien gör anspråk på området. Toppen på Johnston Peak är 733 meter över havet.
Terrängen runt Johnston Peak är lite kuperad. Trakten är obefolkad. Det finns inga samhällen i närheten.